# Снежна трилогија 1: Црвена као крв
Снежна трилогија 1: Црвена као крв (фин. Lumikki Anderson 1: Punainen kuin veri) је роман финске књижевнице Сале Симуке (фин. Salla Simukka) објављен 2013. године. Српско издање је објавила издавачка кућа Вулкан из Београда 2014. године.

## О ауторки
Сала Симука је преводилац и аутор белетристике за тинејџере. Рођена је и одрасла у Тампереу, другом по величини граду у Финској. Са девет година је одлучила да жели да буде писац. Прву верзију своје прве објављене књиге је написала са осамнаест година. Писац је неколико романа и једне збирке кратке прозе за тинејџере и преводилац белетристике за одрасле, књиге за децу и позоришне комаде. Писац је рецензије књига за новине фин. Helsingin Sanomat и фин. Hämeen Sanomat и недељника фин. Suomen Kuvalehti. Радила је као уредник и сарадник уредника у часопису за младе фин. LUKUfiilis 2009—2013, као и један од сценариста за серију фин. Uusi Päivä од 2009. године. Јануара 2013. године је била добитница најстарије финске награде фин. Topelius у категорији „Најбољи фински роман за младе”. Децембра 2013. јој је додељена награда фин. Finland у категорији „Изузетно уметничко достигнуће и значајан напредак”.

## О књизи
Књига Снежна трилогија 1: Црвена као крв прати живот седамнаестогодишње Лумики Андерсон која живи сама у Тампереу, у Финској, животно правило јој је „Живи и пусти друге да живе”. Међутим, то њено правило је стављено на пробу када се уплете у мрежу обмане, корупције и опасности. Док лута подземљем града за који је мислила да га познаје, откриће неочекиване детаље о међународној нарко–мафији. Претњу по живот јој представља криминалац Поларни медвед, чија може да постане жртва.